# Керъёган
Керъёган (устар. Кер-Юган) — река в России, протекает по Берёзовскому району Ханты-Мансийского АО. Устье реки находится на 33-м км левого берега реки Харъюган. Длина реки составляет 37 км.

## Данные водного реестра
По данным государственного водного реестра России относится к Нижнеобскому бассейновому округу, водохозяйственный участок реки — Северная Сосьва, речной подбассейн реки — Северная Сосьва. Речной бассейн реки — (Нижняя) Обь от впадения Иртыша.